# Карбонат бария
Карбона́т ба́рия — химическое соединение, бариевая соль угольной кислоты. Химическая формула BaCO3. В природе встречается в виде минерала витерита. 
Обладает умеренно-токсическим действием. Может использоваться в качестве компонента отравленных приманок.

## Физические свойства
Углекислый барий (BaCO3) представляет собой бесцветные кристаллы. До 810 °C устойчива α-модификация с ромбической решёткой; в интервале 810—960 °C — β-модификация с гексагональной решёткой; свыше 960 °C — γ-модификация с кубической решёткой.
Tпл 1555 °C (в атмосфере CO2 под давлением 45 МПа). Плохо растворим в воде (ПР = 8⋅10−9 при 20 °C). Растворимость повышается в присутствии ионов аммония или угольной кислоты. Образует твердые растворы с CaCO3 и SrCO3, BaO. C BaCl2 и BaTiO3 дает эвтектические смеси.

## Получение
В промышленности, обычно, карбонат бария получают из минерального сырья; кроме того возможны следующие химические способы его получения:
- Разложение солей карбоновых кислот бария. При этом выделяется кетон:

{\displaystyle {\mathsf {(CH3COO)_{2}Ba{\xrightarrow[{}]{150^{o}C}}\ BaCO_{3}\downarrow \ CH_{3}C(O)CH_{3}}}}
- Взаимодействие BaS с CO2 или Na2CO3:

{\displaystyle {\mathsf {BaS+Na_{2}CO_{3}\longrightarrow \ BaCO_{3}\downarrow \ +Na_{2}S}}}
- Обменная реакция растворимых солей бария или гидроксида бария с растворами карбонатов:

{\displaystyle {\mathsf {Ba^{2+}+CO_{3}^{2-}\longrightarrow \ BaCO_{3}\downarrow \ }}}

## Химические свойства
- Реагирует с разбавленной соляной, азотной и уксусной кислотами:

{\displaystyle {\mathsf {BaCO_{3}+2HCl\longrightarrow \ BaCl_{2}+H_{2}O+CO_{2}\uparrow }}}
{\displaystyle {\mathsf {BaCO_{3}+2HNO_{3}\longrightarrow \ Ba(NO_{3})_{2}+H_{2}O+CO_{2}\uparrow }}}
{\displaystyle {\mathsf {BaCO_{3}+2CH_{3}COOH\longrightarrow \ (CH_{3}COO)_{2}Ba+H_{2}O+CO_{2}\uparrow }}}
- При нагревании свыше 1400 °C разлагается:

{\displaystyle {\mathsf {BaCO_{3}\longrightarrow \ BaO+CO_{2}\uparrow }}}
- Восстанавливается углеродом при нагревании до оксида[1]:

{\displaystyle {\mathsf {BaCO_{3}+C{\xrightarrow[{}]{1000^{o}C}}\ BaO+2CO}}}
- В отличие от карбоната кальция не образует гидрокарбонат под действием CO2 в водной среде.

## Применение
Применяется в компонентах смесей для производства катодов различных электровакуумных приборов. Например, смесь «Radio Mix No. 3» от фирмы «J. T. Baker Chemical Co.» состоит на 57,3 % из карбоната бария, который при нагревании в вакууме разлагается до оксида бария.
Компонент шихты в производстве оптического стекла, эмалей, глазури и керамических изделий.
Карбонат бария используется как химический стандарт для калибровки калориметров по температуре и теплоемкости.
Используется в качестве отравы для мышей
В России «барий углекислый технический» выпускается в соответствии с ГОСТ 2149-75.

## Биологическая роль
Карбонат бария BaCO3 является умеренно-ядовитым веществом для крыс - ЛД50 составляет 418 мг/кг (при пероральном введении). Однако передозировка ионов бария Ba2+ в живых организмах явно небезопасна.